# ISAD(G)
ISAD(G) ist eine Abkürzung für International Standard Archival Description (General), ist also ein internationaler Anwendungsstandard zur Verzeichnung archivischer Unterlagen.
Der Internationale Archivrat (ICA) verabschiedete im Jahr 2000 ISAD(G) als Anwendungsstandard zur Verzeichnung von Archivgut von Körperschaften, Personen und Familien.

## Versionen
- 1988 erste internationale Bemühungen von ICA ausgehend mit Unterstützung der UNESCO,
- 1990 Diskussion über den Entwurf von der Untergruppe der AdHoc Commission on Descriptive Standards,
- 1993/94 erste Fassung,
- 2000 Revision der Fassung von 1994 und zweite überarbeitete Fassung der ISAD(G).

## Sinn und Zweck
Die im Jahr 2000 verabschiedete und heute gültige zweite, überarbeitete Auflage dient als
- Leitfaden für archivische Erschließung (genuiner Verzeichnungsstandard), nutzbar in Verbindung mit bereits bestehenden nationalen Standards
- Instrument zum internationalen Austausch von Verzeichnungsinformationen
- Standard, der unabhängig von der Form oder dem Medium angewendet werden kann

Die Anwendung von ISAD(G) ermöglicht die Verwaltung und Recherche von Informationen zu den logischen Einheiten von Archivgut über Verzeichnungselemente, die nach Informationsbereichen geordnet sind. Jede logische Einheit wird einer Verzeichnungsstufe zugeordnet. Die Beziehungen der logischen Einheiten untereinander ist durch die Verknüpfung der Verzeichnungsstufen untereinander gewährleistet.
Damit wird sichergestellt, dass die Verzeichnung
- einheitlichen, zweckmäßigen und unmittelbar verständlichen Kriterien folgt
- Ermittlung und Austausch von Informationen über Archivgut erleichtert
- Austausch von übergreifenden, allgemeinen Informationen ermöglicht

Mit der Schaffung der Möglichkeit, die Verzeichnungsergebnisse verschiedener Archive unterschiedlicher Zuständigkeiten in ein einheitliches Informationssystem zu integrieren, eröffnet sich die Perspektive eines globalen benutzerorientierten Dienstleistungsangebotes von Archiven, das unabhängig von Ort und Zeit Zugang zu einheitlich strukturierten Informationen schafft und damit eine gezielte übergreifende Recherche ermöglicht.
Damit wird der Eigenständigkeit archivischer Arbeitsmethoden Rechnung getragen. Der Individualisierung von Einzelstücken wird entgegengewirkt und der im Provenienzprinzip artikulierten Bedeutung der Entstehungszusammenhänge und Ursprungszwecke Rechnung getragen. Durch die Vereinheitlichung wird eine Verbesserung der Arbeitsmethoden erreicht, die sich an der Praxis orientiert und die damit zur Grundlage für die Entwicklung nationaler Standards wird.

## Zusammenhänge
Der Urheber/Aktenbildner bildet das Bindeglied zwischen den Standards untereinander und zur Allgemeinen Internationalen Norm für eine ordnungsgemäße aktengestützte Geschäftsführung ISO 15489:
- ISAD(G) und ISAAR(CPF) garantieren die Zuverlässigkeit und Authentizität der Unterlagen gegenüber dem Nutzer (Archivgutverwaltung).
- Die ISO 15489 garantiert die Zuverlässigkeit und Authentizität gegenüber dem Urheber/Aktenbildner selbst (Geschäftsverwaltung).
- Unterlagen: ISO 15489
- Kompetenzen: ISAAR(CPF)
- Urheber/Aktenbildner: ISAAR(CPF)
- Archivgut: ISAD(G)

## Das Verhältnis von ISAD(G) und ISAAR(CPF)
Die Anforderung seitens der Archivare, beide Normen sollten mehr ineinander greifen, kumuliert u. a. im Gedanken einer kompletten Übernahme von ISAAR(CPF) nach ISAD(G).
Leistungsfähige Informationssysteme der Gegenwart sind modulare Systeme, die Verwaltung und Recherche pro Modul und durch Verbindung der Module untereinander über das Gesamtsystem hinweg ermöglichen.
Die Ansetzung der Urheber/Aktenbildner ist in ISAD(G) nach ISAAR(CPF) vorgegeben.
„Die Aussagekraft und Eindeutigkeit der über Zugriffspunkte ermittelbaren Informationen wird verbessert, wenn Namen und andere Elemente in Normdateien erfasst und einer besonderen Begriffskontrolle unterworfen werden. [...] Die ISAAR(CPF) gibt allgemeine Anweisungen für die Anlage von archivischen Normdateien zur Beschreibung von Körperschaften, Personen und Familien, die als Schriftgut produzierende Stelle nachgewiesen werden können.“ (ISAD(G), 2. überarbeitete Ausgabe; E.14).
ISAD(G) als Internationaler Standard für die archivische Verzeichnung und die ISAAR(CPF) als Internationaler Standard zur Ansetzung von Normdaten ermöglichen jeder für sich eine systemische Verwendung. Im Zusammenspiel erweitern sich die Möglichkeiten, verschiedenste, durch Standardisierungen strukturierte Informationen anzubieten. Damit erweisen sich beide Standards als flexibel einsetzbare archivische Instrumentarien in einem erweiterbaren Informationsgesamtsystem, deren Verbindung untereinander und zu ihren Gegenständen gesichert ist.

## Quelle
- Bärbel Förster: General International Standard Archival Description 2000. Eine „neue“ allgemeine internationale archivische Verzeichnungsnorm? In: ARBIDO Nr. 5, 2004, S. 46–47.

## Weblink
- ISAD(G): General International Standard Archival Description – Second edition, verfügbar in 14 Sprachen, Website von ICA, 1. September 2011